# 제5회 카를로비바리 국제 영화제
제5회 카를로비바리 국제 영화제는 1950년 7월 15일에 열린 시상식이다.

## 수상 및 후보

### 대상(장편)
- The Fall of Berlin I, II - Michail Čiaureli 수상

### 감독상(장편)
- 프세볼로트 푸도프킨 수상

### 여우주연상(장편)
- Š´Liang-sing 수상

### 다큐멘터리상
- Molodost mira - Arša Ovaněsovová 외1명 수상